# Maud Winifred Sherwood

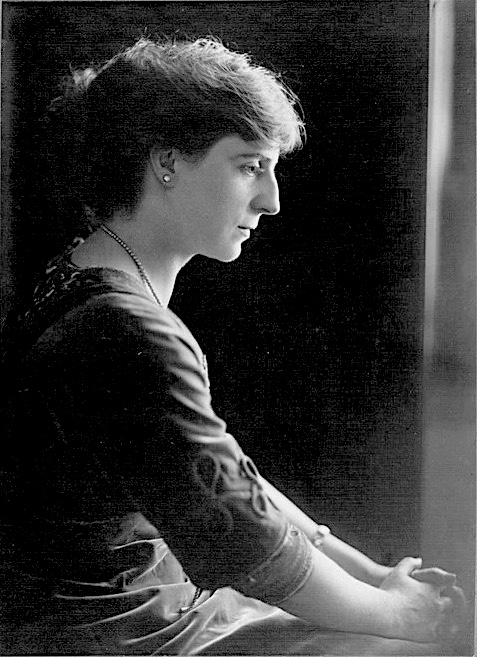
Maud Winifred Sherwood
(Januar 1912)

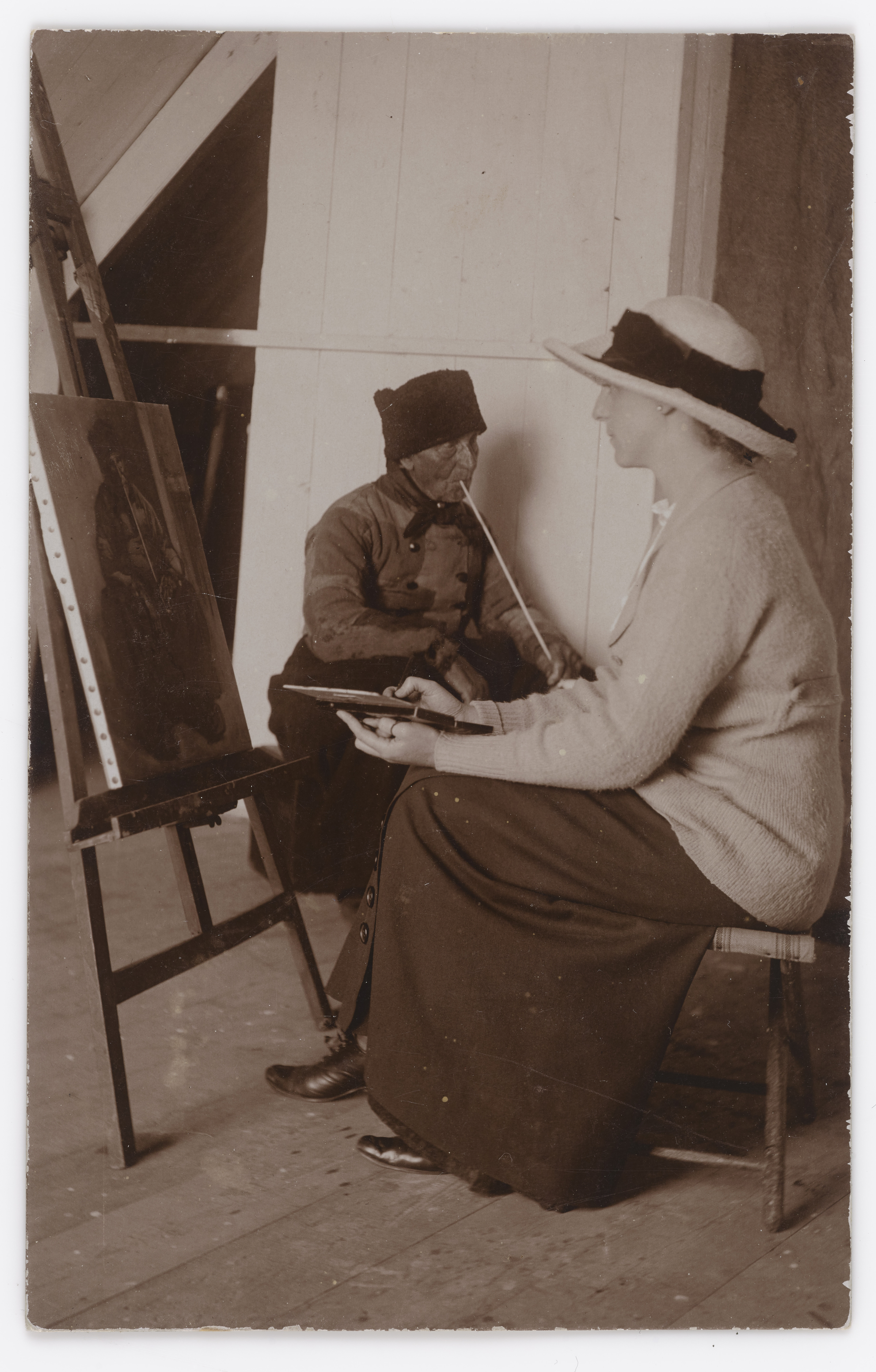
Bei der Arbeit
(1913)

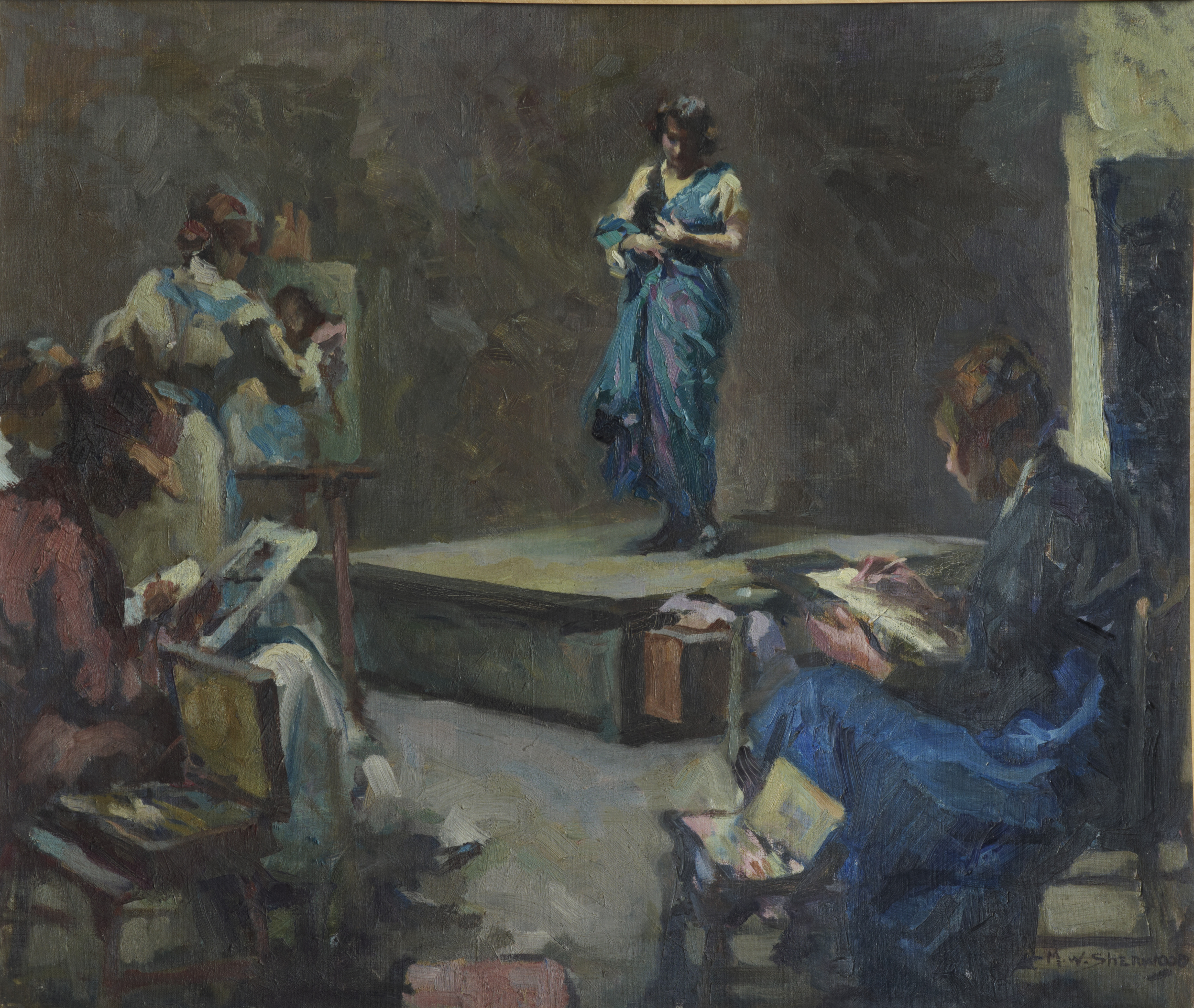
The Model
(1919)

Maud Winifred Sherwood (* 22. Dezember 1880 in Dunedin, Neuseeland; † 1. Dezember 1956 in Katoomba, New South Wales, Australien) war eine neuseeländisch-australische Malerin.

## Frühes Leben
Maud Winifred Kimbell wurde am 22. Dezember 1880 als Tochter der Eheleute Eliza Palmer und Alfred Charles Kimbell in Dunedin geboren. Ihr Vater, der zunächst ein Obsthändler und Immobilienbesitzer war, saß für eine Amtszeit im Rat der Stadt Dunedin und wurde später ein Angestellter des Department of Lands and Survey. Über ihre Kindheit und Jugendzeit ist nichts bekannt, außer, dass die Familie in den 1890er Jahren nach Wellington zog, wo Maud sich dann später für das Fach Kunst an der Wellington Technical School einschrieb.

## Studium der Malerei
Ihre Lehrer waren Mabel Hill, Mary Elizabeth Richardson, James Nairn und Arthur Dewhurst Riley, der der Direktor der Kunstschule war. Bis 1894 konnte sich Maud in den ersten beiden Klassen als Beste in den Kunst- und Designprüfungen von South Kensington qualifizieren, was ihr die Möglichkeit eröffnete an allen angeschlossenen Kunstschulen des gesamten British Empire studieren zu können. 1898 begann sie an der New Zealand Academy of Fine Arts auszustellen und machte ein Jahr später ihren Abschluss als Kunstlehrerin.

## Arbeit als Lehrerin und Malerin
Sie nahm mit ihren Werken an nationalen Wettbewerben teil, die von der Akademie und von der 1900 von Riley gegründeten Arts and Crafts Guild veranstaltet wurden. Einer ihrer Entwürfe wurde für das Cover des Ausstellungskatalogs der Akademie von 1900 ausgewählt. Auch wurde sie in dem Jahr im Rahmen der National Art Competitions für zwei aquarellierte Stilllebenstudien neuseeländischer Vögel mit einem National Book Prize ausgezeichnet. 1901 übernahm sie die Klasse für Design an der Wellington Technical School. 1902 gewann sie in einem Wettbewerb die Bronzemedaille für ihre Studie „A smithy interior“, die ihr am 27. Juli 1903 durch den Premierminister Richard Seddon überreicht wurde. Als James Nairn im Jahr 1904 verstarb, übernahm Maud an der Wellington Technical School dessen Stillleben- und Skizzierkurse. Sie blieb als Lehrer an der Schule bis zum Jahr 1911.
Vermutlich durch Frances Hodgkins inspiriert, wurde 1905 Mauds Vorliebe für Aquarelle anstelle von Ölgemälden offensichtlich und fünf Jahre später hatte sie in der McGregor Wright and Company's Art Gallery ihre erste Einzelausstellung, die am 16. April 1910 in Wellington eröffnet wurde.

## Reise nach Europa
Maud verließ Neuseeland Ende 1911 und ging nach einem kurzen Aufenthalt in London nach Paris, wo sie Frances Hodgkins Atelier besuchte, anschließend an der Académie Colarossi studierte und bald danach in das Atelier von Percyval Tudor-Hart wechselte. Im Sommer 1912 reiste sie mit einer von Tudor-Hart organisierten Skizzengruppe durch Südengland, nahm aber nicht regelmäßig daran teil und im Sommer 1913 traf sie sich mit gleichgesinnten Künstler in Concarneau in der Bretagne. Die Frauen und Männer in ihren bretonischen Trachten begeisterten sie sehr. Etwas später im Jahr arbeitete sie in Holland, wo es für sie ähnliche Motive gab.

## Australien
Ende 1913 verließ Maud Europa und ließ sich in Sydney, Australien nieder. Am 29. August 1917 heiratete sie dort den Chef einer Firma und Witwer Alfred Charles Sherwood. Die Ehe hielt nicht lange und so gingen sie bereits im Januar 1920 wieder auseinander. Offiziell geschieden wurden sie im September 1922. Obwohl keine Kinder aus der Ehe hervorgingen, wurde ihr Mann dazu verpflichtet ihr regelmäßigen Unterhalt zu zahlen.
1924 wurde Maud in Sydney als einzige Frau in den Ausschuss des Australian Water-Colour Institute gewählt.

## Viele Reisen
Im April 1925 führte sie eine Einzelausstellung in der New Zealand Academy of Fine Arts nach Wellington zurück und nach eine Rückkehr nach Australien ging sie wieder zum Arbeiten und für Ausstellungen auf Reisen nach Italien, Frankreich, Spanien und Tunesien. 1932 folgte dann noch eine Ausstellung in der Royal Academy of Arts in London, bevor sie 1933 nach Australien zurückkehrte.

## Australien
Durch ihre vielen Ausstellungen in Übersee und ihr dadurch angesammeltes Renommee, zählten die Kritiker in Australien sie nun den führenden Aquarellisten des Landes, was auch zur Folge hatte, dass sie in dem Jahr in Sydney in die Society of Artists gewählt wurde. 1937 wurde Maud mit der King George VI Coronation Medal geehrt, wurde Gründungsmitglied der Australian Academy of Art und 1938 mit der Australian 150th Anniversary Exhibition Medal ausgezeichnet. 1940 stellte sie auf der National Centennial Exhibition of New Zealand Art aus, malte und beteiligte sich bis zu ihrem Tod an weiteren Ausstellungen.
Maud Winifred Sherwood verstarb am 1. Dezember 1956 in Katoomba in den Blue Mountains von New South Wales.

## Auszeichnungen
- 1900 – National Book Prize, Neuseeland
- 1903 – Bronzemedaille in einem Wettbewerb, von Premierminister Richard Seddon, Neuseeland
- 1937 – King George VI Coronation Medal, Australien
- 1938 – Australian 150th Anniversary Exhibition Medal, Australien